# Ripkî, Izeaslav
Ripkî (în ucraineană Ріпки) este o comună în raionul Izeaslav, regiunea Hmelnîțkîi, Ucraina, formată numai din satul de reședință.

## Demografie
Componența lingvistică a comunei Ripkî
     Ucraineană (99,87%)
     Alte limbi (0,13%)
Conform recensământului din 2001, majoritatea populației comunei Ripkî era vorbitoare de ucraineană (99,87%), existând în minoritate și vorbitori de alte limbi.